# Terapias manipulativas
En medicina, las terapias manipulativas son un conjunto de terapias que se basan en la manipulación manual articular y de tejidos blandos para restablecer la salud. 
Es un cuerpo muy amplio de técnicas y la tradición manipulativa la desarrollan diversos profesionales según la Escuela, tales como osteópatas, Médicos D.O., quiroprácticos, el fisioterapeuta y por masajistas especializados.
En España, aunque existen multitud de centros privados que imparten estas disciplinas tanto a profesionales sanitarios como a profanos, actualmente , ninguna de éstas disciplinas están oficialmente regladas (es decir, no tienen validez académica), exceptuando el caso de la fisioterapia, siendo la única titulación universitaria que incluye estos estudios en su programa oficial de pregrado. Sin perjuicio de que existan otros profesionales de las terapias manipulativas que ejerzan sin regular, ni obtener titulación oficial, pero trabajado legalmente dentro del estado español.

En diversas jurisdicciones algunas de éstas terapias no están regladas ni son reconocidas como prácticas convencionales.
- Novedades en jurisdicción (en España):En enero de 2007 se decretó una regulación de las terapias naturales en Cataluña , que sin embargo ha sido suspendido cautelarmente por el Tribunal Superior de Justicia de Cataluña en julio de 2007, alegando entre otras razones, que se invadían las competencias ya reguladas de médicos y fisioterapeutas.
- El Departamento de Salud de la Generalidad ha anunciado que prepara un recurso de súplica en contra de la suspensión cautelar que afecta a artículos de fondo del decreto de terapias naturales porque, bajo esas condiciones, "no se puede aplicar la suspensión en su totalidad".